# プラットフォーム独立モデル
プラットフォーム独立モデル（英: Platform Independent Model, PIM）とは、ソフトウェアやビジネスシステムのモデルで、実装にあたり特定の技術プラットフォームから独立したものを指す。
プラットフォーム独立モデルという用語は、モデル駆動型アーキテクチャ (MDA) アプローチの文脈で最も多く用いられる。MDA のアプローチは、OMG のモデル駆動工学の考え方に対応するものである。MDA の基本的な考え方として、モデル変換言語 (MTL) を用いてプラットフォーム独立モデルをプラットフォーム特化モデルに変換できなければならない。この変換を実現するために、近年新たに定義された QVT 標準に基づく言語を用いることができる。
こうした言語の例として、VIATRA やATLAS Transformation Language (ATL) がある。 

### 関連する概念
- モデル駆動型アーキテクチャ (MDE は MDA とは異なり OMG の登録商標ではない)
- モデル駆動工学 (MDD)
- メタモデリング
- Meta-Object Facility (MOF)
- URDAD 技術的に中立的な設計を行うためのユースケース駆動分析および設計の方法論で、プラットフォーム独立モデル(PIM)を作り出す。
- 統一モデリング言語 (UML)
- Systems Modeling Language (SysML)
- XML Metadata Interchange (XMI)
- Object Constraint Language (OCL)
- Model Integrated Computing (MIC)
- Generic Modeling Environment (GME)
- Eclipse Modeling Framework (EMF)
- Graphical Modeling Framework (GMF)
- ドメイン固有言語 (DSL)
- ドメイン固有モデリング (DSM)
- モデル変換言語 (MTL)
- モデルベーステスト (MBT)
- オブジェクト指向分析設計 (OOAD)
- ATLAS Transformation Language (ATL)
- KM3
- Kermeta
- SmartQVT
- VIATRA
- Service-Oriented Modeling Framework (SOMF)